# Floresta (kommun i Colombia, Boyacá, lat 5,83, long -72,95)
Floresta är en kommun i Colombia.   Den ligger i departementet Boyacá, i den centrala delen av landet, 180 km nordost om huvudstaden Bogotá. Antalet invånare är 4 884. Arean är 85 kvadratkilometer.
Terrängen i Floresta är kuperad.